# 무라오 산시로
무라오 산시로(일본어: 村尾 三四郎, 2000년 8월 28일~)는 일본의 유도 선수이다. 2024년 하계 올림픽 미들급 은메달을 획득했으며, 세계 유도 선수권 대회에서 혼성 단체전 금메달 2개를 획득했으며 -90kg 종목에서 동메달을 획득했다.